# موترال
موترال هي شركة سويسرية تعمل على تطوير مكمل غذائي لتقليل انبعاثات الميثان من الحيوانات المجترة، وخاصة الأبقار والأغنام، ولكن أيضًا الماعز. الميثان هو أحد غازات الدفيئة المستهدفة الرئيسية ويوصى في تقرير البروتوكول الرابع للهيئة الحكومية الدولية المعنية بتغير المناخ (IPCC) بزيادة من مضاعف x23 إلى x72 بسبب حجم تأثيره بالنسبة لثاني أكسيد الكربون وقصر العمر في الغلاف الجوي للأرض.

## مكملات الأعلاف الطبيعية
يتم إنتاج مكمل العلف الطبيعي موترال بواسطة النيم للتكنولوجيا الحيوية. المكون النشط هو مركب عضوي هو الكبريت العضوي (يوجد عادة في الثوم) ، وقد أظهر البحث في جامعة أبيريستويث، ويلز انخفاضاً بنسبة تصل إلى 94 ٪ في إنتاج الميثان.

## تجارة الانبعاثات
تولد الشركات التي تستخدم موترال ائتمان الكربون يمكن استخدامها لتعويض مستويات انبعاثاتها أو بيعها لأطراف ثالثة. في ديسمبر 2019، أعلنت معيار الكربون المعتمد أنها وافقت على موترال كأول منهجية في العالم لتقليل انبعاثات الميثان من الماشية المجترة.

## الدعاية
جذبت موترال الكثير من الاهتمام باعتبارها الوصيف في تحدي المناخ العالمي فايننشال تايمز ويانصيب الرمز البريدي الهولندي. 
كان موترال النهائي في شل / بي بي سي / نيوزويك التحدي العالمي 2009 باعتبارها واحدة من الحلول 12 الواعدة لتغير المناخ.
موترال ممول من القطاع الخاص بواسطةكريس ساكا و عاصمة القبيلة.